# Korntørring
Korntørring er en dansk dokumentarfilm fra 1956.

## Handling
Gennemgang af grundlaget for korntørring, forskellige korntørringssystemer og korntørringens praktiske gennemførelse.